# Computer-aided railway engineering
Computer aided railway engineering - afkorting CARE - staat voor het computerondersteund ontwerpen van spoorweginfrastructuur. De afkorting CARE wordt ook gebruikt voor een softwarepakket dat hiervoor binnen de Nederlandse spoorsector in gebruik is.